# MG Rover Group
MG Rover Group – brytyjskie przedsiębiorstwo branży motoryzacyjnej działające w latach 2000–2005, prowadzące produkcję i sprzedaż samochodów osobowych pod markami Rover i MG. Był to ostatni brytyjski masowy producent samochodów należący do kapitału krajowego. Siedziba przedsiębiorstwa i zakład produkcyjny mieściły się w Longbridge.

## Historia

### Początki
Spółka Rover Group, do której należały m.in. marki Rover, Land Rover, MG oraz Mini, została w 1994 roku nabyta przez niemiecki koncern BMW. Niska produktywność fabryk i spadający udział w rynku sprawiły, że grupa Rovera była wówczas nierentowna. Pomimo starań w kolejnych latach sytuacja nie uległa poprawie, w związku z czym w 2000 roku BMW postanowiło o jej podziale i sprzedaży – marka Land Rover, jako jedyna generująca zyski, sprzedana została Fordowi, marka Mini zachowana przez koncern BMW, a pozostałe marki, wraz z fabryką w Longbridge, sprzedano konsorcjum Phoenix Venture Holdings, specjalnie powołanemu w tym celu przez czterech brytyjskich przedsiębiorców. Transakcję zawarto za symboliczną kwotę 10 funtów. Usamodzielniona spółka, której nazwę zmieniono na MG Rover Group, uzyskała od BMW także nieoprocentowaną pożyczkę w wysokości 427 lub 500 mln funtów.
Pierwotnie nabywcą Rover Group miała być inna brytyjska grupa kapitałowa, Alchemy, która przedstawiła plany poprawy kondycji przedsiębiorstwa poprzez koncentrację na marce MG i segmencie samochodów sportowych. Wiązała się z nimi znaczna redukcja zatrudnienia, przez co sprzeciwiały się im związki zawodowe. W oczach opinii publicznej oraz rządu brytyjskiego przedstawione plany doprowadziłyby do faktycznej utraty ostatniego rodzimego, masowego producenta samochodów. Plan zaprezentowany przez Phoenix Venture Holdings zakładał utrzymanie miejsc pracy oraz zwiększenie produkcji samochodów do 200 000 egzemplarzy rocznie. Presja publiczna i interwencja ministra handlu Stephena Byersa w rządzie laburzystów doprowadziły do zaakceptowania przez BMW  oferty kupna Rover Group przez konsorcjum Phoenix, mimo że złożona została po wyznaczonym terminie. Zakup zrealizowano w maju 2000 roku.

### Działalność i upadłość
Po upływie czterech lat działalność MG Rover Group pozostawała nierentowna; przedsiębiorstwo wygenerowało w tym okresie straty w wysokości 611 mln funtów. W 2001 roku wielkość sprzedaży wyniosła 170 000 samochodów i od tamtej pory stale malała. Koniecznym dla przetrwania przedsiębiorstwa było zawarcie współpracy z innym producentem, w celu odświeżenia oferowanej gamy modelowej. W czerwcu 2004 roku spółka ogłosiła, że prowadzi negocjacje w tej sprawie z chińskim przedsiębiorstwem SAIC. MG Rover Group znajdowało się wówczas na skraju niewypłacalności, w związku z czym rząd brytyjski odroczył należności podatkowe i rozważał udzielenie spółce pożyczki pomostowej do czasu sfinalizowania umowy z SAIC. Negocjacje zakończyły się bez porozumienia, w następstwie czego 8 kwietnia 2005 wobec MG Rover Group wszczęte zostało postępowanie upadłościowe. W związku z brakiem ofert kupna, przedsiębiorstwo zakończyło działalność 15 kwietnia. Spółka zatrudniała wówczas około 6000 pracowników. Pośrednim skutkiem bankructwa spółki była utrata około 30 000 miejsc pracy w przedsiębiorstwach, będących kontrahentami MG Rover Group.
W procesie likwidacyjnym MG Rover Group środki produkcji oraz prawa do marki MG nabyte zostały przez chińską spółkę Nanjing Automobile, która w styczniu 2007 roku wznowiła produkcję samochodów pod tą marką. Jeszcze przed upadłością MG Rover Group, SAIC nabyło prawa do modeli Rover 25 i Rover 75, których produkcja została wkrótce wznowiona pod marką Roewe.
Okoliczności upadku przedsiębiorstwa były przedmiotem wielu kontrowersji i licznych dochodzeń. Zarząd oskarżany był m.in. o zmarnotrawienie środków z udzielonych spółce pożyczek i obdzieranie spółki z aktywów. Pomimo nierentowności spółki, pensje i inne świadczenia pobierane przez dyrektorów–współzałożycieli Phoenix Venture Holdings należały do najhojniejszych w sektorze motoryzacyjnym. W ciągu czterech lat łącznie uzyskali oni ponad 40 mln funtów. Wszyscy otrzymali zakaz pełnienia funkcji dyrektora spółki na terenie Wielkiej Brytanii na okres blisko 20 lat.

## Modele samochodów
W momencie utworzenia MG Rover Group przedsiębiorstwo produkowało cztery modele samochodów: Rover 25, Rover 45, Rover 75 oraz MG F. W 2001 roku w ofercie pojawiły się usportowione odpowiedniki modeli marki Rover: MG ZR, MG ZS oraz MG ZT. W 2002 roku zaprezentowany został MG TF, a w 2003 roku – Rover CityRover oraz Rover Streetwise.
W latach 2004–2005 prowadzona była również małoseryjna produkcja modelu sportowego MG XPower SV/SV-R.

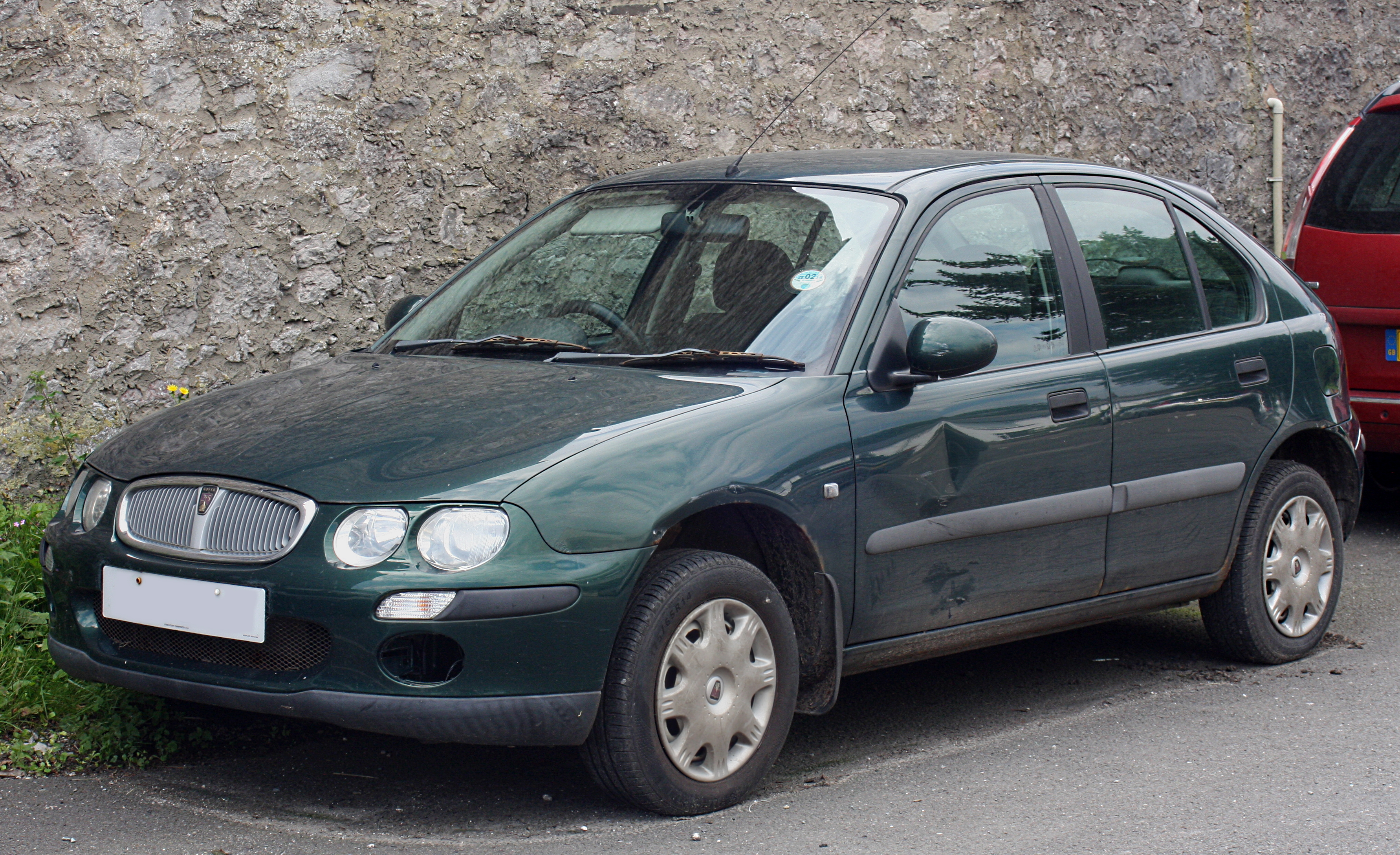
Rover 25
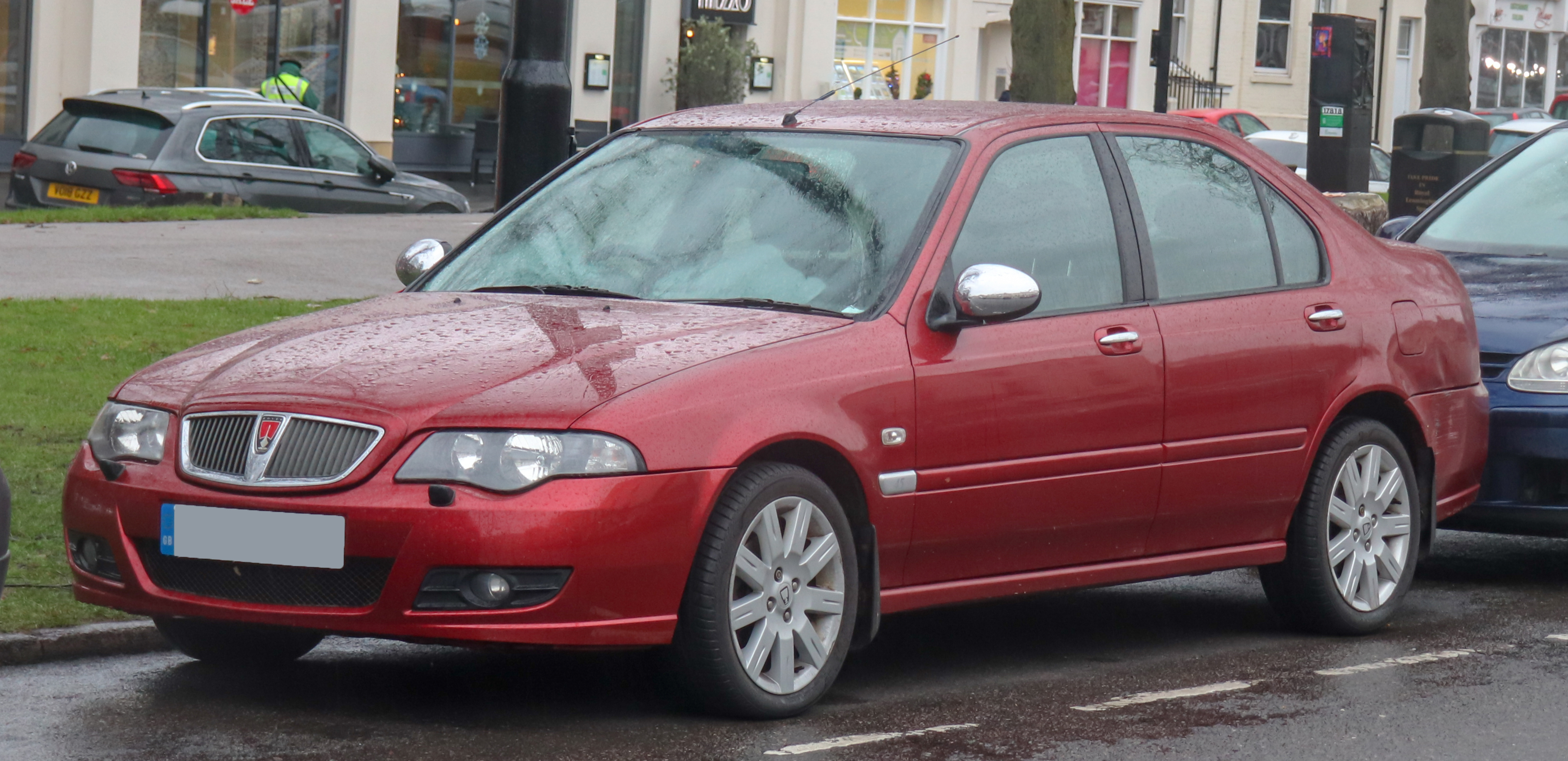
Rover 45 (wersja po liftingu z 2004 r.)
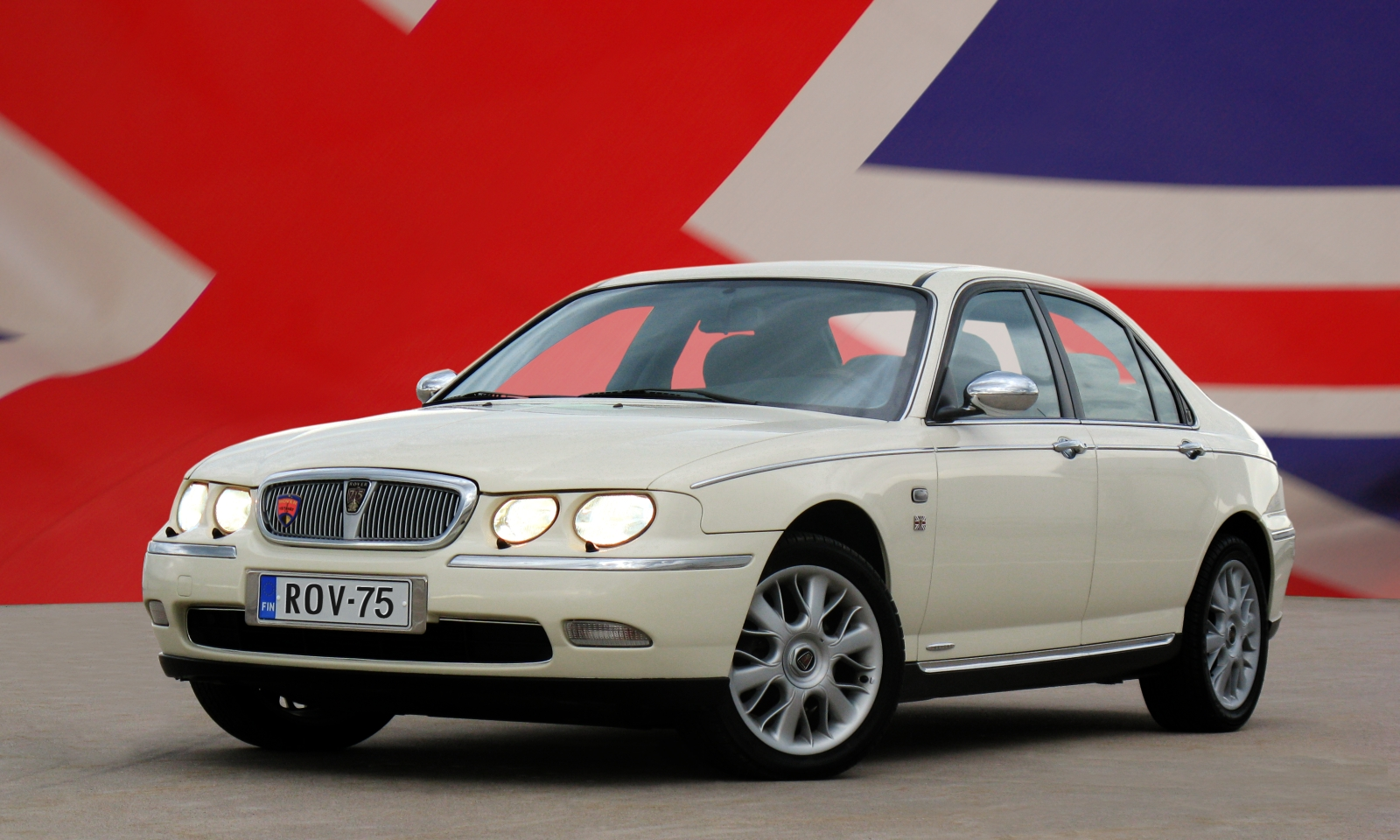
Rover 75
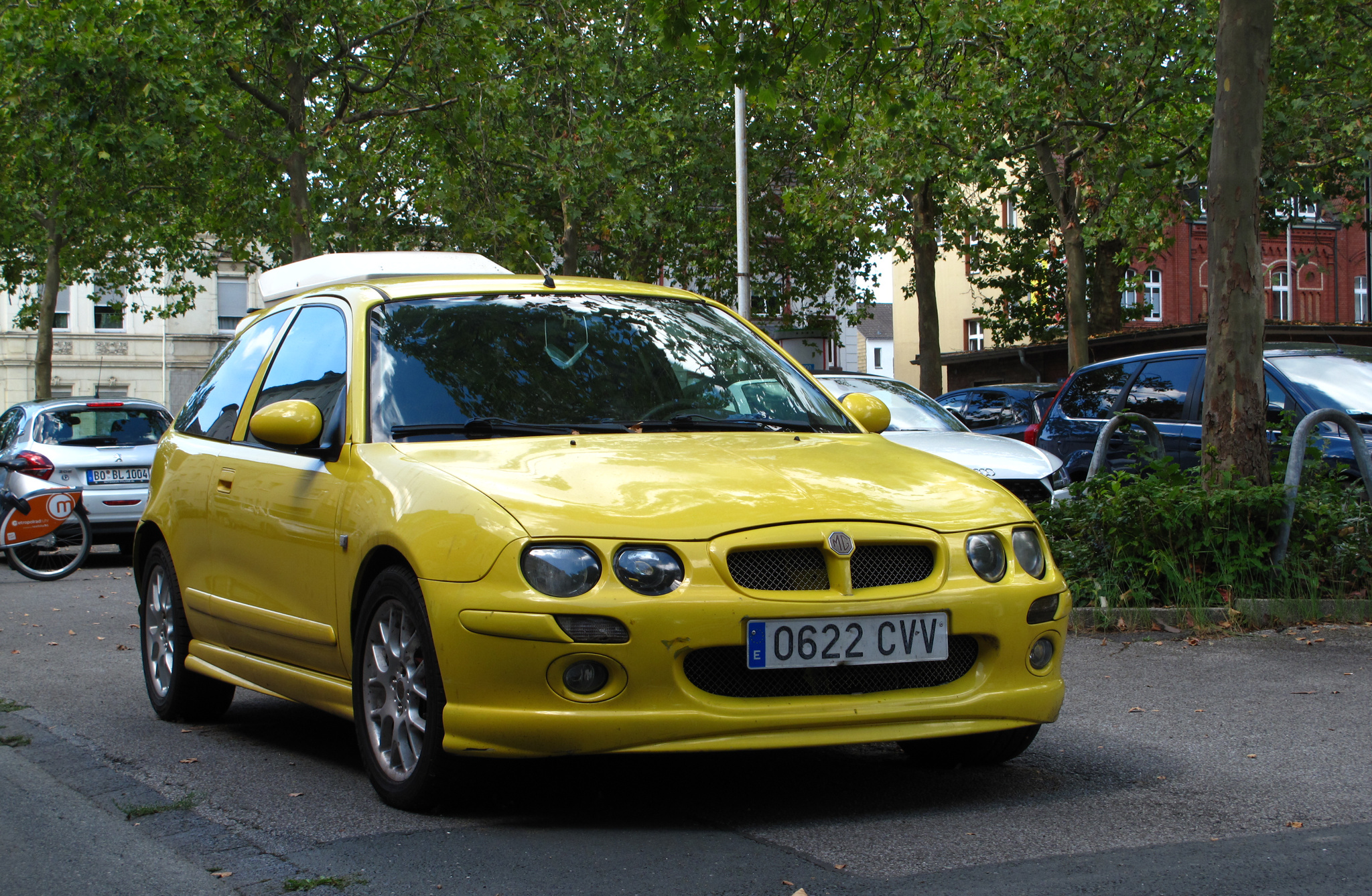
MG ZR
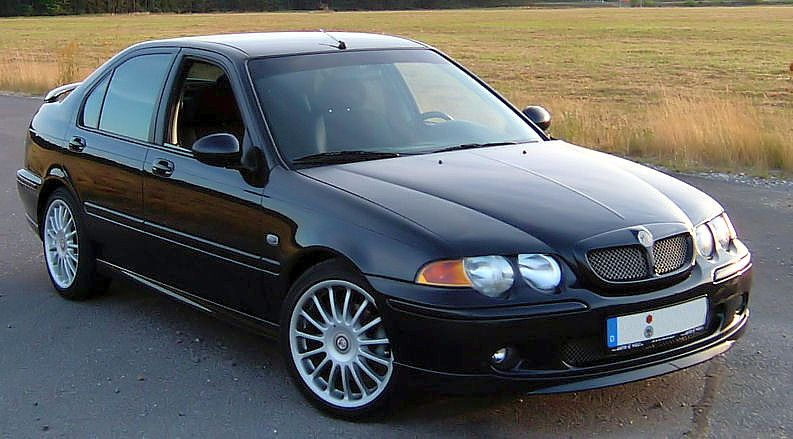
MG ZS
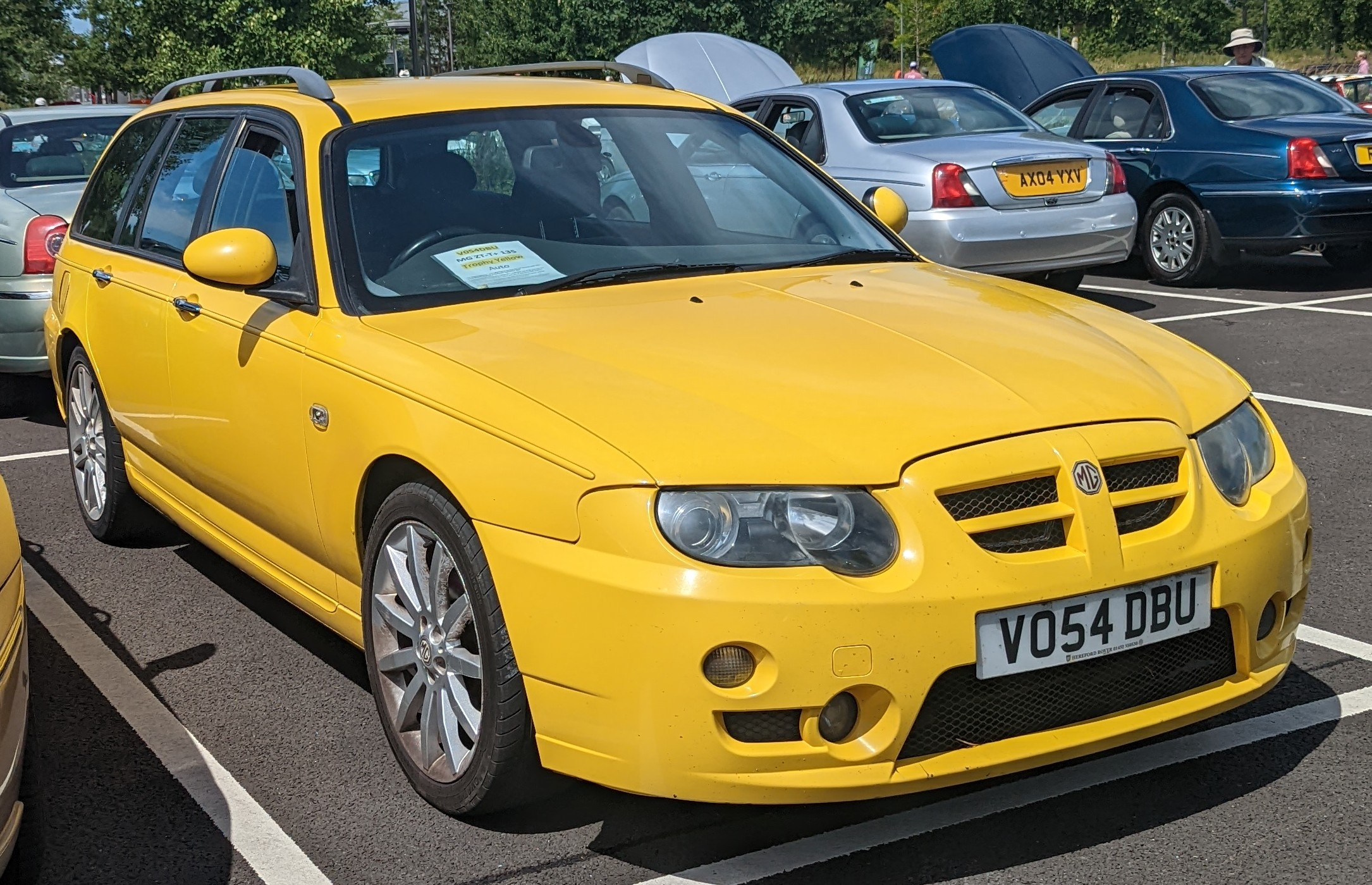
MG ZT kombi (wersja po liftingu z 2004 r.)
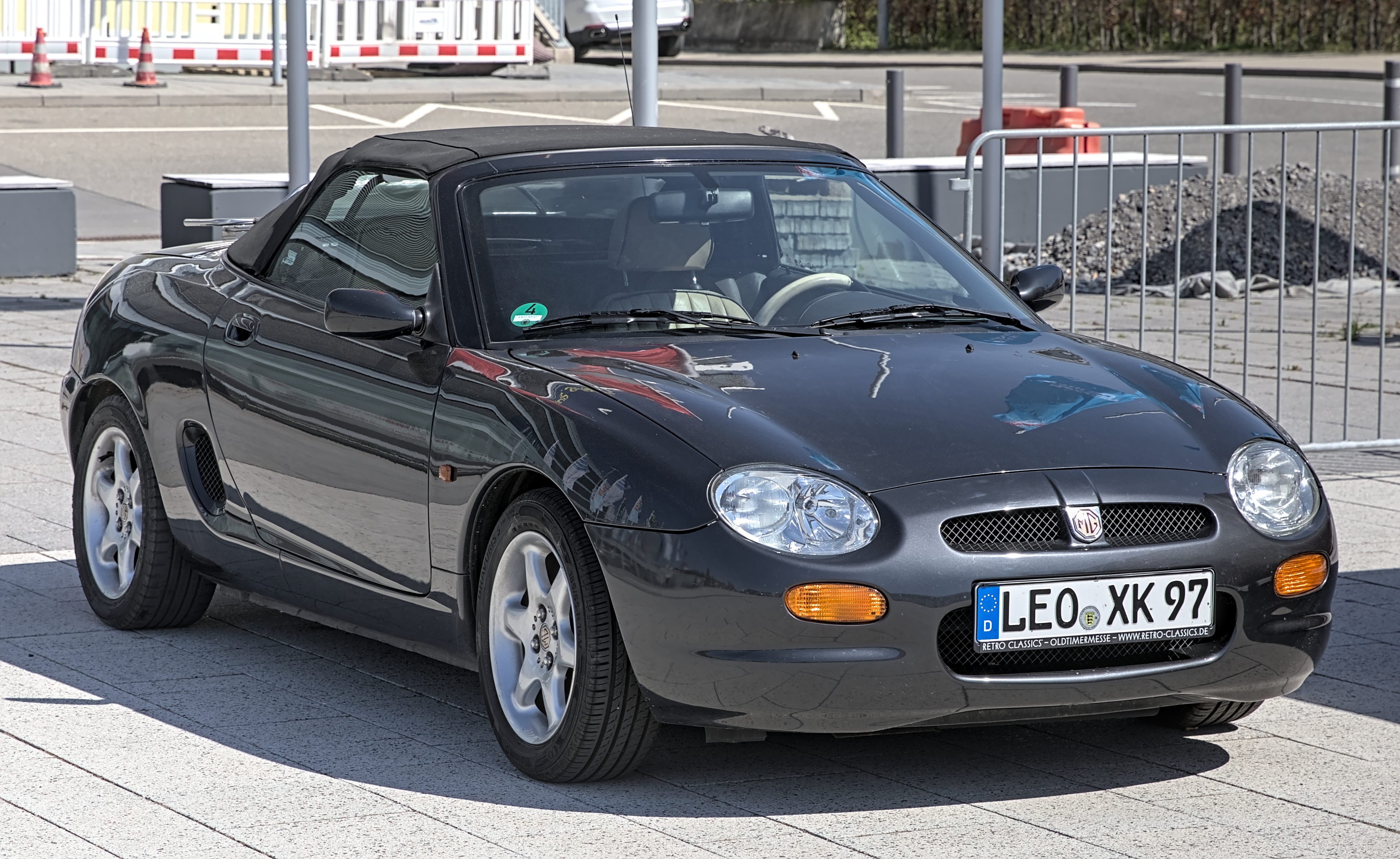
MG F
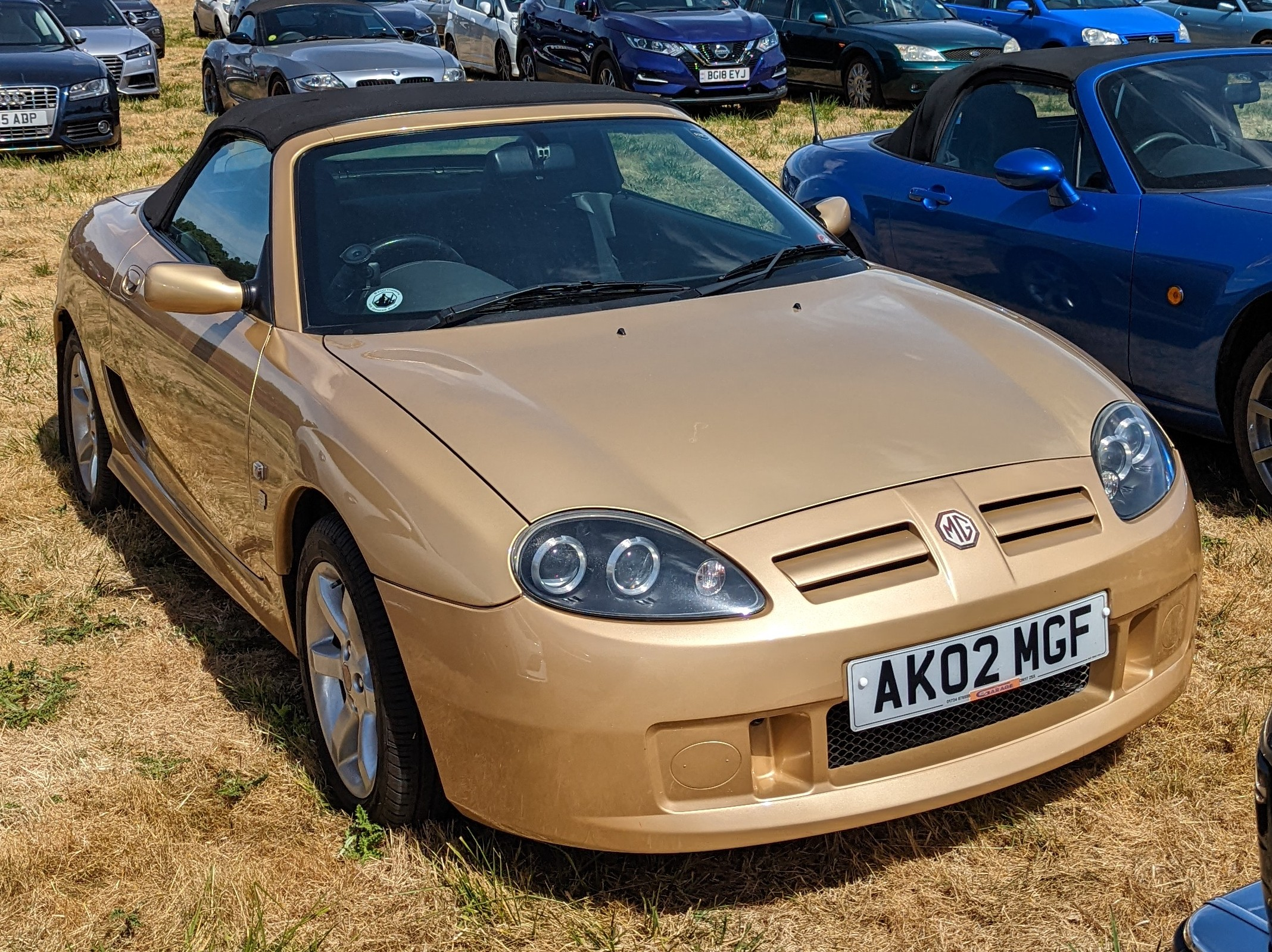
MG TF
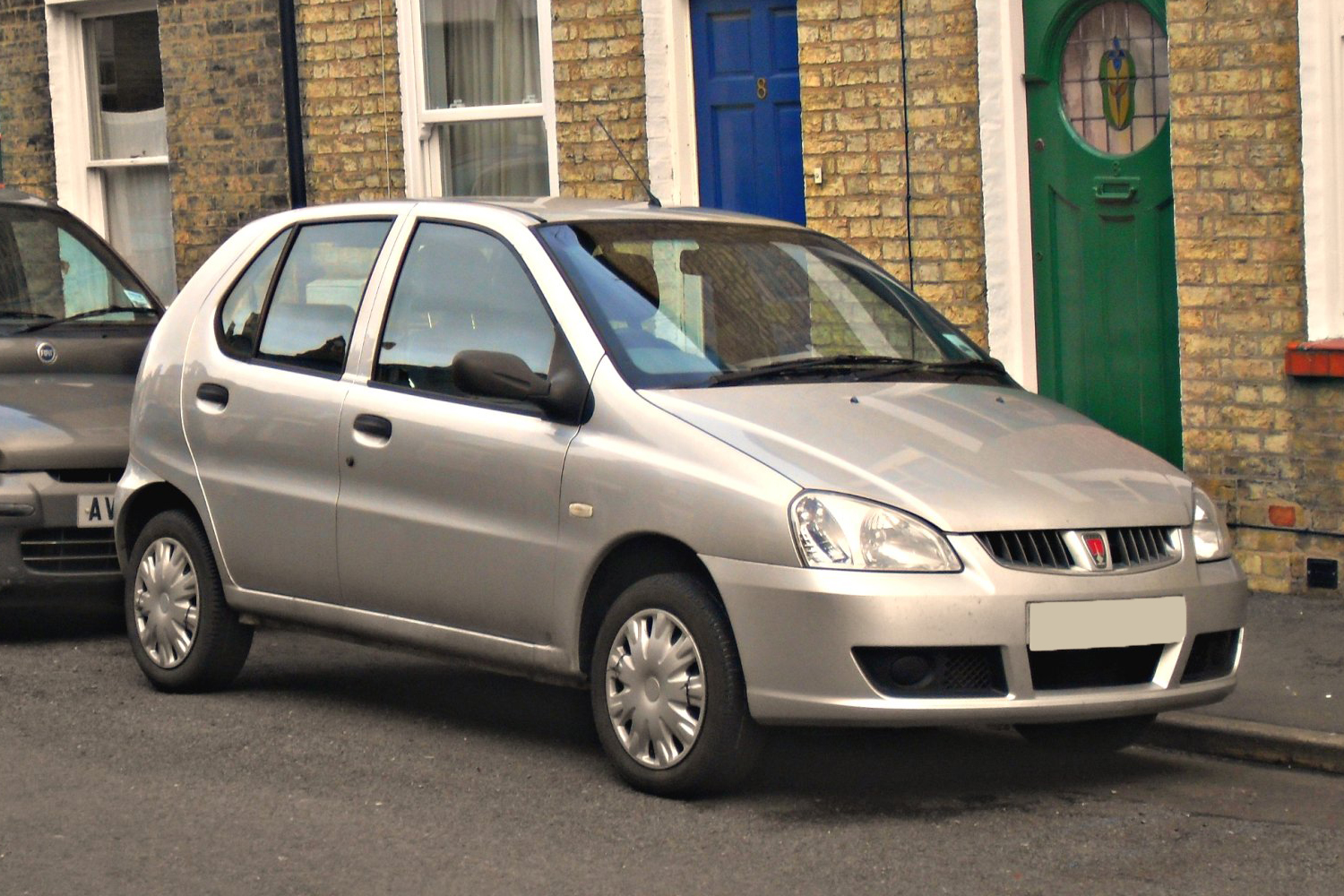
Rover CityRover
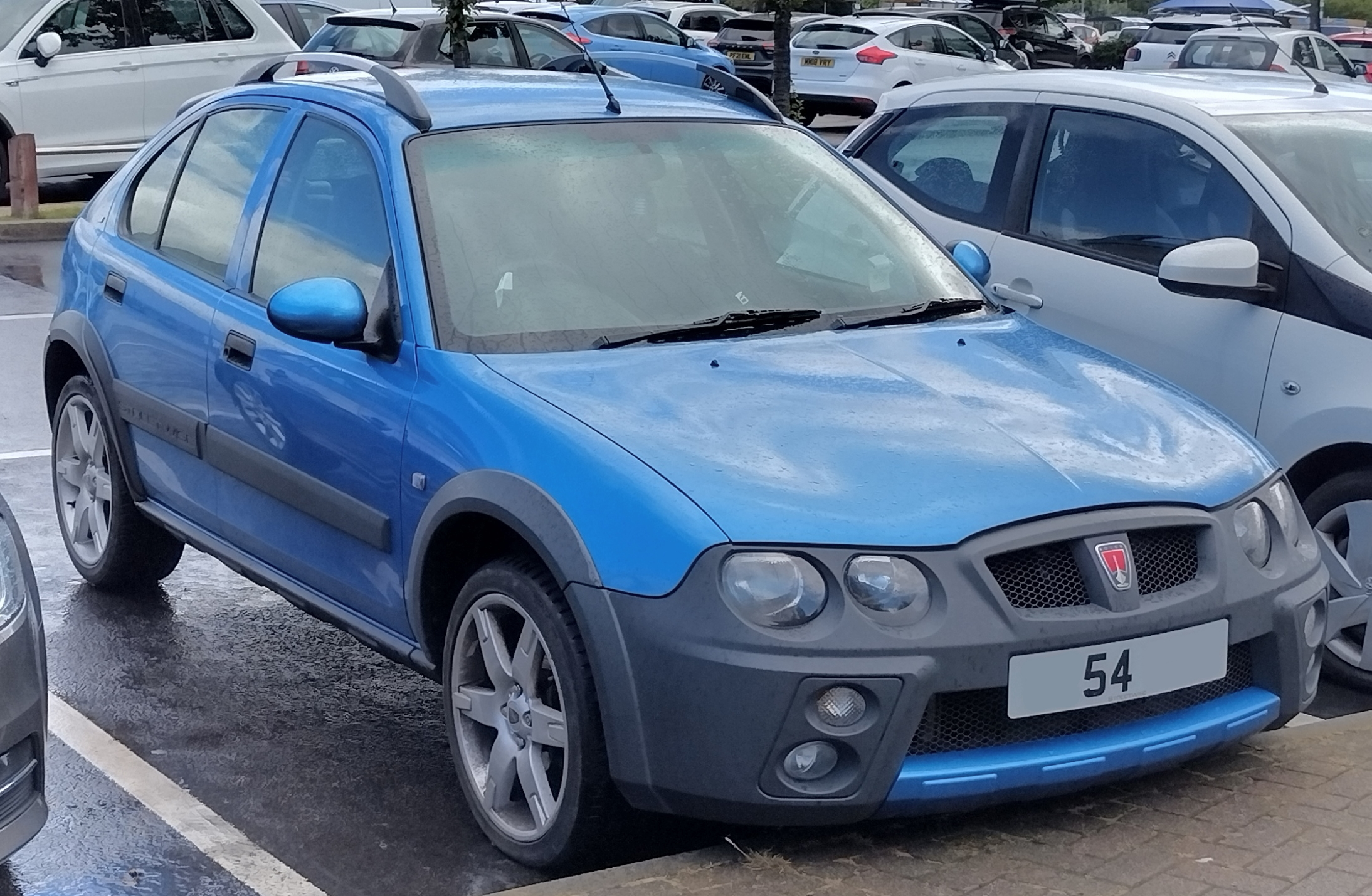
Rover Streetwise
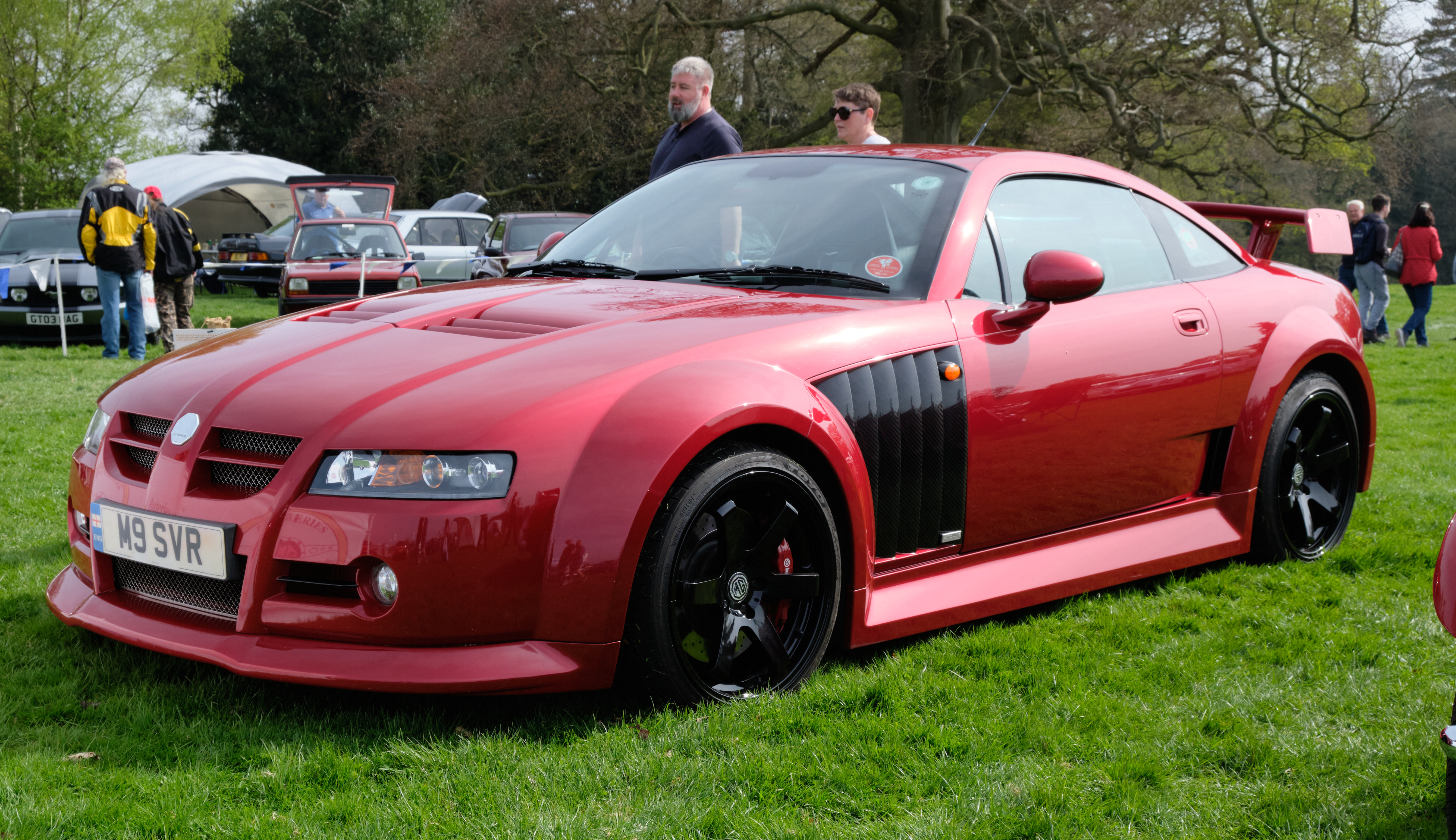
MG XPower SV